# Гонтгейм, Иоганн Николай фон
Иоганн Николай фон Гонтгейм (нем. Johann Nikolaus von Hontheim;  1701—1790) — немецкий теолог и историк более известный под псевдонимом «Юстин Феброний»; викарный епископ Трирский. Доктор юридических наук.

## Биография
Иоганн Николай фон Гонтгейм родился 27 января 1701 года в городе Трире; принадлежал к знатному дворянскому роду, который был на протяжении многих поколений, был тесно связан с местными курфюрстами. 
Учился на юридическом факультете Трирского университета, а затем получил и степень доктора юридических наук. Некоторое время преподавал в альма-матер.
В 1763 году фон Гонтгейм напечатал (под псевдонимом Юстин Феброний) свое знаменитое сочинение «De statu ecclesiae et legitima potestate romani pontificis liber singularis», в котором он, опираясь на основные положения галликанизма, выступил решительным противником папских притязаний и требовал подчинения Папы римского вселенскому собору и возвращения епископам всех прав, присвоенных Ватиканом. Папа римский Климент XIII решительно осудил труд епископа, а его книга была в Риме предана огню. Однако, несмотря на это, фебронианизм завоевал множество сторонников в Германской империи и в Австрии. Когда в 1778 году стал известен настоящий автор, Иоганн Николай фон Гонтгейм вынужден был отречься от своего сочинения. Последние десять лет жизни он провел в своем имении и продолжал доказывать свои положения.
Среди других его трудов наиболее известны: «Historia Trevirensis diplomatica» (1750); «Prodromus Historiae Trevirensis» (1757) и «Febronii commentarius in suam retractationem» (1781).
Иоганн Николай фон Гонтгейм умер 2 сентября 1790 года в Люксембурге.